# Choerophryne brunhildae
Choerophryne brunhildae – gatunek płaza bezogonowego z rodziny wąskopyskowatych (Microhylidae). Występuje w kilku regionach północnej Nowej Gwinei, w części wyspy należącej do Papui-Nowej Gwinei. Zasiedla głównie tereny leśne, lecz spotykany jest również w ogrodach przylegających do wiosek. Ekologia tego płaza słabo poznana. Najprawdopodobniej składa jaja na ziemi lub w mchu na pniach drzew. Gatunek opisany przez Menziesa w 1999 roku. W Czerwonej księdze gatunków zagrożonych Międzynarodowej Unii Ochrony Przyrody i Jej Zasobów został zaliczony do kategorii LC (najmniejszej troski). Nie są znane zagrożenia dla tego gatunku.